# Tocco Caudio
Tocco Caudio là một thành phố và cộng đồng (comune) thủ phủ tỉnh Benevento trong vùng Campania nước Ý. Thị xã nằm ở vùng núi miền nam Ý. Phố cổ bị bỏ hoang sau một loạt trận động đất năm 1980 và 1981.
Đô thị Tocco Caudio có diện tích 27,2 ki lô mét vuông, dân số thời điểm năm 2005 là 1593 người.
Đô thị này có các đơn vị dân cư (frazioni) sau: Acquasanta, Arco Marucci, Aspro, Baracca, Capitino, Cesche, Chiano, Ciesco Coppole, Cornito, Folletta, Friuni, La Pietra, La Riola, Le Martine, Lotola, Maione Lunario, Maione Stingio, Monticella, Pantaniello, Paodone, Pisciariello, Pretola, Ripoli, San Biagio, San Cosimo, San Gaudenzio, San Martino, Serra, Serratola, Sperara, Tasignano, Tocco Vecchio, Vigna, Vignali, Vocito.
Các đô thị giáp ranh: 